# Seznam kulturních památek v Luži
Tento seznam nemovitých kulturních památek ve městě Luže v okrese Chrudim vychází z  Ústředního seznamu kulturních památek ČR, který na základě zákona č. 20/1987 Sb., o státní památkové péči, vede Národní památkový ústav jako ústřední organizace státní památkové péče. Údaje jsou průběžně upřesňovány, přesto mohou obsahovat i řadu věcných a formálních chyb a nepřesností či být neaktuální. 
Pokud byly některé části dotčeného území vyčleněny do samostatných seznamů, měly by být odkazy na tyto dílčí seznamy uvedeny v úvodu tohoto seznamu nebo v úvodu příslušné sekce seznamu.

## Luže
|  | Kategorie „Church of Saint Bartholomew (Luže) “ na Wikimedia Commons | Hledat fotografie a kategorie ve Wikimedia Commons podle rejstříkového čísla památky | Nahrát snímek k tomuto tématu do úložiště Wikimedia Commons |  |

|  |  | Hledat fotografie a kategorie ve Wikimedia Commons podle rejstříkového čísla památky | Nahrát snímek k tomuto tématu do úložiště Wikimedia Commons |  |

|  | Kategorie „Saint Mary Church (Luže) “ na Wikimedia Commons | Hledat fotografie a kategorie ve Wikimedia Commons podle rejstříkového čísla památky | Nahrát snímek k tomuto tématu do úložiště Wikimedia Commons |  |

|  | Kategorie „Košumberk Castle “ na Wikimedia Commons | Hledat fotografie a kategorie ve Wikimedia Commons podle rejstříkového čísla památky | Nahrát snímek k tomuto tématu do úložiště Wikimedia Commons |  |

|  |  | Hledat fotografie a kategorie ve Wikimedia Commons podle rejstříkového čísla památky | Nahrát snímek k tomuto tématu do úložiště Wikimedia Commons |  |

|  |  | Hledat fotografie a kategorie ve Wikimedia Commons podle rejstříkového čísla památky | Nahrát snímek k tomuto tématu do úložiště Wikimedia Commons |  |

|  |  | Hledat fotografie a kategorie ve Wikimedia Commons podle rejstříkového čísla památky | Nahrát snímek k tomuto tématu do úložiště Wikimedia Commons |  |

|  |  | Hledat fotografie a kategorie ve Wikimedia Commons podle rejstříkového čísla památky | Nahrát snímek k tomuto tématu do úložiště Wikimedia Commons |  |

|  |  | Hledat fotografie a kategorie ve Wikimedia Commons podle rejstříkového čísla památky | Nahrát snímek k tomuto tématu do úložiště Wikimedia Commons |  |

|  |  | Hledat fotografie a kategorie ve Wikimedia Commons podle rejstříkového čísla památky | Nahrát snímek k tomuto tématu do úložiště Wikimedia Commons |  |

|  | Kategorie „Synagogue in Luže “ na Wikimedia Commons | Hledat fotografie a kategorie ve Wikimedia Commons podle rejstříkového čísla památky | Nahrát snímek k tomuto tématu do úložiště Wikimedia Commons |  |

|  | Kategorie „Chapel of John of Nepomuk in Luže “ na Wikimedia Commons | Hledat fotografie a kategorie ve Wikimedia Commons podle rejstříkového čísla památky | Nahrát snímek k tomuto tématu do úložiště Wikimedia Commons |  |

|  | Kategorie „Paletínská kaple (Luže) “ na Wikimedia Commons | Hledat fotografie a kategorie ve Wikimedia Commons podle rejstříkového čísla památky | Nahrát snímek k tomuto tématu do úložiště Wikimedia Commons |  |

|  |  | Hledat fotografie a kategorie ve Wikimedia Commons podle rejstříkového čísla památky | Nahrát snímek k tomuto tématu do úložiště Wikimedia Commons |  |

|  |  | Hledat fotografie a kategorie ve Wikimedia Commons podle rejstříkového čísla památky | Nahrát snímek k tomuto tématu do úložiště Wikimedia Commons |  |

|  |  | Hledat fotografie a kategorie ve Wikimedia Commons podle rejstříkového čísla památky | Nahrát snímek k tomuto tématu do úložiště Wikimedia Commons |  |

|  |  | Hledat fotografie a kategorie ve Wikimedia Commons podle rejstříkového čísla památky | Nahrát snímek k tomuto tématu do úložiště Wikimedia Commons |  |

## Bělá
| Památka                      | Fotografie        | Rejstříkové číslo v ÚSKP                                                             | Sídelní útvar                                               | Poloha                                                     | Popis a poznámky                                                |
| ---------------------------- | ----------------- | ------------------------------------------------------------------------------------ | ----------------------------------------------------------- | ---------------------------------------------------------- | --------------------------------------------------------------- |
| Pomník partyzánů (Q94443931) | \| \| \| \| \| \| | 23290/6-4810 Pam. katalog MIS                                                        | Bělá                                                        | na okraji lesa, Bělá 49°52′47,11″ s. š., 16°0′46,82″ v. d. | Pomník partyzánů · Zapsáno do státního seznamu před rokem 1988. |
|                              |                   | Hledat fotografie a kategorie ve Wikimedia Commons podle rejstříkového čísla památky | Nahrát snímek k tomuto tématu do úložiště Wikimedia Commons |                                                            |                                                                 |

## Doly
| Památka                                   | Fotografie                                                                             | Rejstříkové číslo v ÚSKP                                                             | Sídelní útvar                                               | Poloha                                                                  | Popis a poznámky                                                          |
| ----------------------------------------- | -------------------------------------------------------------------------------------- | ------------------------------------------------------------------------------------ | ----------------------------------------------------------- | ----------------------------------------------------------------------- | ------------------------------------------------------------------------- |
| Kostel Zvěstování Panny Marie (Q12023526) | \| \| \| \| \| \|                                                                      | 34092/6-916 Pam. katalog MIS                                                         | Doly                                                        | pův. zaniklá obec Janovičky, Doly 49°52′38,49″ s. š., 16°2′38,44″ v. d. | Kostel Zvěstování P. Marie · Zapsáno do státního seznamu před rokem 1988. |
|                                           | Kategorie „Church of the Annunciation of the Virgin Mary (Doly) “ na Wikimedia Commons | Hledat fotografie a kategorie ve Wikimedia Commons podle rejstříkového čísla památky | Nahrát snímek k tomuto tématu do úložiště Wikimedia Commons |                                                                         |                                                                           |

## Rabouň
| Památka                                     | Fotografie        | Rejstříkové číslo v ÚSKP                                                             | Sídelní útvar                                               | Poloha                                      | Popis a poznámky                                                                                    |
| ------------------------------------------- | ----------------- | ------------------------------------------------------------------------------------ | ----------------------------------------------------------- | ------------------------------------------- | --------------------------------------------------------------------------------------------------- |
| Rovinné opevněné sídliště - val (Q38090189) | \| \| \| \| \| \| | 46333/6-812 Pam. katalog MIS                                                         | Rabouň                                                      | Rabouň 49°52′14,4″ s. š., 16°3′51,22″ v. d. | Rovinné opevněné sídliště - val, archeologické stopy · Zapsáno do státního seznamu před rokem 1988. |
|                                             |                   | Hledat fotografie a kategorie ve Wikimedia Commons podle rejstříkového čísla památky | Nahrát snímek k tomuto tématu do úložiště Wikimedia Commons |                                             | |

## Srbce
| Památka                                          | Fotografie        | Rejstříkové číslo v ÚSKP                                                             | Sídelní útvar                                               | Poloha                                                           | Popis a poznámky                                                                                         |
| ------------------------------------------------ | ----------------- | ------------------------------------------------------------------------------------ | ----------------------------------------------------------- | ---------------------------------------------------------------- | --- |
| Výšinné opevněné sídliště - hradiště (Q38135449) | \| \| \| \| \| \| | 13885/6-4974 Pam. katalog MIS                                                        | Srbce                                                       | Kusá hora, kóta 392m, Srbce 49°54′55,35″ s. š., 16°3′38,8″ v. d. | Výšinné opevněné sídliště - hradiště, archeologické stopy · Zapsáno do státního seznamu před rokem 1988. |
|                                                  |                   | Hledat fotografie a kategorie ve Wikimedia Commons podle rejstříkového čísla památky | Nahrát snímek k tomuto tématu do úložiště Wikimedia Commons |                                                                  | |

## Voletice
| Památka                         | Fotografie                                                          | Rejstříkové číslo v ÚSKP                                                             | Sídelní útvar                                               | Poloha                                         | Popis a poznámky                                               |
| ------------------------------- | ------------------------------------------------------------------- | ------------------------------------------------------------------------------------ | ----------------------------------------------------------- | ---------------------------------------------- | -------------------------------------------------------------- |
| Kostel svatého Jiří (Q27949343) | \| \| \| \| \| \|                                                   | 38127/6-1016 Pam. katalog MIS                                                        | Voletice                                                    | Voletice 49°54′22,76″ s. š., 16°2′12,66″ v. d. | Kostel sv. Jiří · Zapsáno do státního seznamu před rokem 1988. |
|                                 | Kategorie „Church of Saint George (Voletice) “ na Wikimedia Commons | Hledat fotografie a kategorie ve Wikimedia Commons podle rejstříkového čísla památky | Nahrát snímek k tomuto tématu do úložiště Wikimedia Commons |                                                |                                                                |

## Zdislav
| Památka          | Fotografie        | Rejstříkové číslo v ÚSKP                                                             | Sídelní útvar                                               | Poloha                                                | Popis a poznámky                                                         |
| ---------------- | ----------------- | ------------------------------------------------------------------------------------ | ----------------------------------------------------------- | ----------------------------------------------------- | ------------------------------------------------------------------------ |
| Tvrz (Q38227705) | \| \| \| \| \| \| | 24631/6-917 Pam. katalog MIS                                                         | Zdislav                                                     | Komárka, Zdislav 49°53′0,85″ s. š., 16°1′32,71″ v. d. | Tvrz, archeologické stopy · Zapsáno do státního seznamu před rokem 1988. |
|                  |                   | Hledat fotografie a kategorie ve Wikimedia Commons podle rejstříkového čísla památky | Nahrát snímek k tomuto tématu do úložiště Wikimedia Commons |                                                       |                                                                          |